# Loverboy (band)

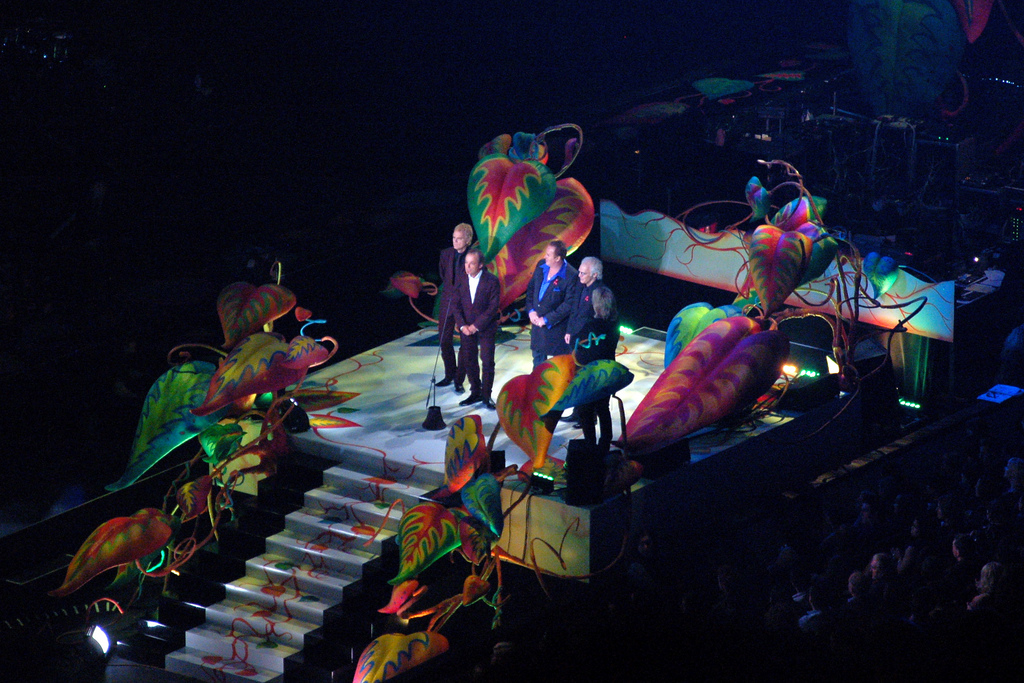
Loverboy bij de Juno Awards 2009

Loverboy is een Canadese AOR- en hardrockgroep die met name zeer populair was tussen 1980 en 1985. Zij hadden een flink aantal hits in Canada en de Verenigde Staten met een miljoenenverkoop en vier multi-platina albums.

## Geschiedenis
De groep werd opgericht in Toronto en kreeg al snel een platencontract bij CBS Records.
Hun eerste drie albums werden geproduceerd door Bruce Fairbarn. Omdat Fairbarn met Bon Jovi ging samenwerken, kreeg Loverboy voor hun vierde album, Lovin' every minute of it, hulp van producer Tom Allom van Judas Priest. Met een harder geluid hadden ze commercieel gezien minder succes dan tevoren, hoewel ook dit album platina werd.
Fairbairn kwam terug voor het volgende album, maar de samenwerking leverde niet de gewenste successen op. Na een lange tournee werd in 1989 een verzamelalbum uitgebracht en in datzelfde jaar maakten Mike Reno en Paul Dean bekend solo verder te willen gaan. Dit zorgde ervoor dat de band uit elkaar viel om pas in 1997 weer bij elkaar te komen. De band bleef vanaf toen toeren tot november 2000. Op 30 november 2000 sloeg bassist Scott Smith tijdens het zeilen met zijn boot in de Baai van San Francisco door een grote golf van boord. Zijn lichaam is nooit gevonden en hij is inmiddels 'vermoedelijk overleden' verklaard.

## Bezetting
- Mike Reno - zang
- Paul Dean - gitaar
- Scott Smith - bas
- Doug Johnson - keyboards
- Matt Frenette - drums

## Discografie
- Loverboy (1980)
- Get Lucky (1981)
- Keep it Up (1983)
- Lovin' Every Minute of it (1985)
- Wildside (1987)
- Big Ones (1989)
- Loverboy Classics (1994)
- Temperature's Rising (1994)
- Super Hits (1997)
- Six (1997)
- Live, Loud and Loose (2001)

## Singles
- "Turn Me Loose" (1981)
- "The Kid Is Hot Tonite" (1981)
- "Working for the Weekend" (1981)
- "When It's Over" (1982)
- "Hot Girls in Love" (1983)
- "Queen of the Broken Hearts" (1983)
- "Lovin' Every Minute of it" (1985)
- "Dangerous" (1985)
- "This Could Be The Night" (1986)
- "Lead A Double Life" (1986)
- "Heaven In Your Eyes" (1986)
- "Notorious" (1987)
- "Too Hot" (1989)